# Episodi de La famiglia della giungla (seconda stagione)
Questa voce riassume la seconda stagione della serie animata La famiglia della giungla, trasmessa dal 16 agosto 1999 al 27 marzo 2000 dall'emittente televisiva statunitense Nickelodeon.

## Episodi
1. Rebel Without a Trunk  (8/16/1999)
2. Pal Joey  (8/17/1999)
3. Rain Dance  (8/18/1999)
4. Darwin Plays the Palace  (8/19/1999)
5. Stick Your Neck Out  (8/23/1999)
6. No Laughing Matter  (8/24/1999)
7. Chimp Off the Old Block  (8/25/1999)
8. Koality and Kuantity  (8/26/1999)
9. Chew if by Sea  (8/30/1999)
10. Clash of the Teutons  (8/31/1999)
11. You Ain't Seen Nothin', Yeti  (9/1/1999)
12. On the Right Track  (9/2/1999)
13. Polar Opposites  (9/6/1999)
14. Two's Company  (9/7/1999)
15. Show Me the Bunny  (9/13/1999)
16. Reef Grief  (9/14/1999)
17. Thornberry Island  (9/15/1999)
18. Dances With Dingoes  (9/16/1999)
19. Tamper-Proof Seal  (10/19/1999)
20. You Otter Know  (10/20/1999)
21. Have Yourself A Thornberry Little Christmas  (11/29/1999)
22. Luck Be an Aye-Aye  (2/15/2000)
23. The Kung and I  (2/16/2000)
24. Semi-Aquatic Like an Otter, Billed Like a Duck  (2/17/2000)
25. Black and White and Mom All Over  (2/21/2000)
26. A Tiger by the Tail  (2/22/2000)
27. Forget Me Not  (2/24/2000)
28. Song for Eliza  (2/25/2000)
29. Gift of Gab  (2/26/2000)
30. Bogged Down  (3/6/2000)
31. Monkey See, Monkey Don't  (3/6/2000)
32. A Shaky Foundation  (3/13/2000)
33. Where the Gauchos Roam  (3/13/2000)
34. Cheetahs Never Prosper  (3/20/2000)
35. Gobi Yourself  (3/20/2000)
36. Every Little Bit Alps  (3/27/2000)
37. Pack Of Thornberrys  (3/27/2000)